# Hidroxicloroquina
La hidroxicloroquina (HCQ), venuda a Espanya com EFG i Dolquine, és un medicament utilitzat per a la prevenció i el tractament de certs tipus de malària. S'utilitza específicament per a paludisme sensible a la cloroquina. Altres usos inclouen el tractament de l'artritis reumatoide, el lupus i la porfíria cutània tarda. S'administra per via oral. Des del 2020 s'està utilitzant experimentalment en el tractament de la COVID-19.
Els efectes secundaris comuns inclouen vòmits, mal de cap, canvis en la visió i debilitat muscular. Els efectes secundaris severs poden incloure reaccions al·lèrgiques. Tot i que no es pot excloure tot risc, segueix sent un tractament per a la malaltia reumàtica durant l'embaràs. La hidroxicloroquina es troba en les famílies de medicaments antimalàrics i 4-aminoquinolines.
La hidroxicloroquina es va aprovar per a ús mèdic als Estats Units el 1955. Es troba a la Llista de medicaments essencials de l'Organització Mundial de la Salut, els medicaments més segurs i eficaços necessaris en un sistema sanitari.
S'utilitza com a tractament experimental per a la COVID-19, malaltia respiratòria causada pel SARS-CoV-2, sobretot a Marsella sota la direcció del professor Didier Raoult.

## Noms comercials
S'acostuma a vendre en forma de sulfat, conegut com a sulfat d'hidroxicloroquina. 200 mg de sal sulfat equivalen a 155 mg de la base.
Els noms de marques de la hidroxicloroquina són Plaquenil, Hidroquin, Axemal (a l'Índia), Dolquine, Quensyl, Quinoric.

## Ús mèdic
La hidroxicloroquina tracta la malària, el lupus eritematós sistèmic, trastorns reumàtics com l'artritis reumatoide, la porfíria cutània tarda i la febre Q.
El 2014, es va posar en dubte la seva eficàcia per tractar la síndrome de Sjögren en un estudi de doble cec que va involucrar 120 pacients durant un període de 48 setmanes.
La hidroxicloroquina s'utilitza àmpliament en el tractament de l'artritis post-Lyme. Pot tenir una activitat tant antiespiroquètica com antiinflamatòria, similar al tractament de l'artritis reumatoide.

## Efectes secundaris
Els efectes adversos més comuns són nàusees lleus i rampes estomacals ocasionals amb diarrea lleu. Els efectes adversos més greus afecten l'ull.
Per al tractament a curt termini de la malària aguda, els efectes adversos poden incloure rampes abdominals, diarrea, problemes cardíacs, reducció de la gana, mal de cap, nàusees i vòmits.
Per al tractament perllongat de lupus o artritis, els efectes adversos inclouen els símptomes aguts, més la pigmentació ocular alterada, l'acne, l'anèmia, l'emblanquiment dels cabells, les butllofes a la boca i als ulls, trastorns de la sang, convulsions, dificultats de visió, disminució dels reflexos, canvis emocionals, coloració excessiva de la pell, pèrdua auditiva, urticària, picor, problemes hepàtics o insuficiència hepàtica, pèrdua de cabell, paràlisi muscular, debilitat o atrofia, malsons, psoriasi, dificultats de lectura, tinnitus, inflamació i descamació cutània, erupció cutània, vertigen, pèrdua de pes, i ocasionalment incontinència urinària. La hidroxicloroquina pot empitjorar els casos existents tant de psoriasi com de porfíria.

### Toxicitat ocular

Model de barres i boles de la molècula d'hidroxicloroquina

Un dels efectes secundaris més greus és una toxicitat a l'ull (generalment amb un ús crònic). Les persones que prenen 400 mg d'hidroxicloroquina o menys al dia generalment tenen un risc negligible de toxicitat macular, mentre que el risc comença a augmentar quan una persona pren la medicació més de 5 anys o té una dosi acumulada de més de 1000 grams. La toxicitat macular està relacionada amb la dosi acumulada total en comptes de la dosi diària. Es recomana un cribratge ocular regular, fins i tot en absència de símptomes visuals, quan es produeixi algun d'aquests factors de risc.
La toxicitat de la hidroxicloroquina es pot observar en dues zones diferenciades de l'ull: la còrnia i la màcula. La còrnia pot veure's afectada (relativament freqüentment) per una queratopatia vòrtex innòcua i es caracteritza per dipòsits epitelials corneals. Aquests canvis no tenen relació amb la dosi i solen ser reversibles en cessar el tractament d'hidroxicloroquina.
Els canvis maculars són potencialment greus. La retinopatia avançada es caracteritza per una reducció de l'agudesa visual i una lesió macular d'«ull de bou» absent en una afectació precoç.

## Sobredosi
A causa de l'absorció ràpida, els símptomes de sobredosi poden aparèixer al cap de mitja hora després de la ingestió. Els símptomes de sobredosi inclouen convulsions, somnolència, mal de cap, problemes cardíacs o insuficiència cardíaca, problemes per respirar i problemes de visió.
Rarament es registren sobredosis d'hidroxicloroquina, amb 7 casos registrats a la literatura mèdica anglesa. En un dels casos, una jove de 16 anys que havia ingerit un grapat d'hidroxicloroquina de 200mg presentava taquicàrdia (freqüència cardíaca 110 batecs/min), hipotensió arterial (pressió arterial sistòlica de 63 mmHg), depressió del sistema nerviós central, defectes de conducció (ORS = 0,14 msec) i hipokalèmia (K = 2,1 meq/L). El tractament va consistir en suplements de líquids i dopamina, oxigen i potassi. Es va confirmar la presència d'hidroxicloroquina mitjançant proves toxicològiques. La hipotensió del pacient es va resoldre en 4,5 hores, el potassi sèrum es va estabilitzar en 24 hores i la taquicàrdia va disminuir gradualment en 3 dies.

## Farmacologia

### Farmacocinètica
La hidroxicloroquina presenta una farmacocinètica similar a la cloroquina, amb una ràpida absorció gastrointestinal i eliminació pels ronyons. Els enzims del citocrom p450 (CYP2D6, 2C8, 3A4 i 3A5) metabolitzen la hidroxicloroquina a la N-desetilhidroxicloroquina.

### Farmacodinàmica
Els antimalàrics són bases dèbils lipofíliques i passen fàcilment les membranes plasmàtiques. La forma de base lliure s'acumula als lisosomes (vesícules citoplasmàtiques àcides) i després es protona, donant lloc a concentracions dins dels lisosomes fins a 1000 vegades superiors a les de cultiu. Això augmenta el pH del lisosoma de 4 a 6. L'alteració del pH provoca la inhibició de les proteases àcides lisosòmiques provocant un efecte de proteòlisi disminuït. Un pH més elevat dins dels lisosomes provoca una disminució del processament intracel·lular, glicosilació i secreció de proteïnes amb moltes conseqüències immunològiques i no immunològiques. Es creu que aquests efectes són la causa d'una disminució del funcionament de les cèl·lules immunes com la quimiotaxi, la fagocitosi i la producció de superòxid per neutròfils. La HCQ és una base dipròtica feble que pot passar per la membrana cel·lular lipídica i concentrar-se preferentment a les vesícules citoplasmàtiques àcides. El pH més elevat d'aquestes vesícules en macròfags o altres cèl·lules que presenten antigen limita l'associació de pèptids autoantigènics (qualsevol) amb molècules CMH de classe II al compartiment per a la càrrega de pèptids i/o el posterior processament i transport del complex peptídic-CMH a la membrana cel·lular.